# Équipe de France de rugby à XV au Tournoi des Cinq Nations 1961
L'Équipe de France de rugby à XV au Tournoi des Cinq Nations 1961 termine à la première place. Elle gagne trois matchs et fait match nul contre l'équipe d'Angleterre. Vingt et un joueurs contribuent à ce succès, François Moncla est le capitaine d'équipe. Pierre Albaladejo est le meilleur réalisateur et Guy Boniface marque le plus d'essais (2).

## Les joueurs

### Première Ligne
- Amédée Domenech
- Alfred Roques
- Jean de Grégorio

### Deuxième Ligne
- Michel Celaya
- Louis Echave
- Jean-Pierre Saux
- Gérard Bouguyon

### Troisième Ligne
- Michel Crauste
- Roland Crancée
- François Moncla (capitaine)

### Demi de mêlée
- Pierre Lacroix

### Demi d’ouverture
- Pierre Albaladejo

### Trois-quarts centre
- Jacques Bouquet
- Guy Boniface

### Trois-quarts aile
- Henri Rancoule
- Jean Dupuy
- Jean Gachassin
- Gérard Mauduy
- Serge Méricq

### Arrière
- Roger Martine
- Michel Vannier

## Résultats des matchs
- Le 7 janvier, victoire 11-0 contre l'équipe d'Écosse à Paris, Stade de Colombes
- Le 25 février, nul 5-5 contre l'équipe d'Angleterre à Twickenham
- Le 25 mars, victoire 8-6 contre l'équipe du pays de Galles à Paris, Stade de Colombes
- Le 15 avril, victoire 15-3 contre l'équipe d'Irlande à Dublin

## Points marqués par les Français

### Match contre l'Écosse
- Pierre Albaladejo (8 points) : 1 transformation, 1 pénalité, 1 drop
- Guy Boniface (3 points) : 1 essai

### Match contre l'Angleterre
- Michel Crauste (3 points) : 1 essai
- Michel Vannier (2 points) : 1 transformation

### Match contre le pays de Galles
- Guy Boniface (3 points) : 1 essai
- Jean-Pierre Saux (3 points) : 1 essai
- Michel Vannier(2 points) : 1 transformation

### Match contre l'Irlande
- Pierre Albaladejo (6 points) : 1 pénalité, 1 drop
- Jean Gachassin (3 points) : 1 essai
- Jacky Bouquet (3 points) : 1 drop
- Michel Vannier (3 points) : 1 pénalité